# Manuel Schäffler
Manuel Schäffler (* 6. Februar 1989 in Fürstenfeldbruck) ist ein deutscher Fußballspieler. Der Stürmer stand zuletzt bei Dynamo Dresden unter Vertrag. Für den TSV 1860 München, MSV Duisburg, FC Ingolstadt 04, SV Wehen Wiesbaden und 1. FC Nürnberg spielte er davor 200 Mal in der 2. Bundesliga. Darüber hinaus war Schäffler siebenmal für die deutsche U20 aktiv.

## Laufbahn

### Vereine
Schäffler begann das Fußballspielen beim TSV Moorenweis und wechselte 2001 zum TSV 1860 München. Sein erstes Spiel bei der U23 der Sechzger absolvierte der junge Angreifer mit 18 Jahren am 11. März 2007 im Regionalligaspiel der kleinen Löwen bei der zweiten Mannschaft des VfB Stuttgart, wo er in der 62. Minute eingewechselt wurde. Bis Ende der Spielzeit wurde er in drei weiteren Partien eingewechselt. In der Spielzeit 2007/08 war Schäffler fester Bestandteil des Regionalligakaders, er schoss in 24 Spielen sieben Tore.

#### TSV 1860 München (mit Leihe an den MSV Duisburg)

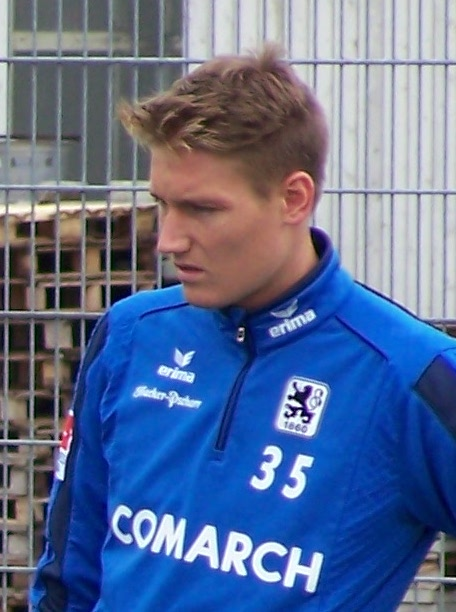
Manuel Schäffler beim Training mit 1860 München (2011)

Im Sommer 2008 wurde Schäffler von Trainer Marco Kurz in den Profikader berufen. Sein Profidebüt in der 2. Fußball-Bundesliga hatte er bereits am 22. Februar 2008 im Spiel beim 1. FC Köln gegeben. In der Hinrunde der Saison 2008/09 kam er regelmäßig zum Einsatz, der Torerfolg blieb ihm allerdings verwehrt. Beim Spiel in Mainz am 19. Spieltag, bei dem er sein 18. Spiel als Profi absolvierte, erzielte er schließlich seinen ersten Treffer. Auch in den folgenden Ligaspielen konnte er überzeugen und wurde deshalb am 22. Spieltag, nach seiner Leistung beim 5:1-Sieg gegen den FC St. Pauli, vom Kicker zum Spieler des Spieltages der 2. Bundesliga gewählt.
Zur Saison 2009/10 wurde Schäfflers Vertrag bis 2012 verlängert. In dieser Spielzeit kam er unter Trainer Ewald Lienen allerdings nur mehr zu zehn Kurzeinsätzen. Insgesamt spielte er lediglich 130 Minuten lang für die erste Mannschaft, für die zweite Mannschaft bestritt er 16 Spiele.
Im Sommer 2010 wurde Schäffler für die Spielzeit 2010/11 an den Ligakonkurrenten MSV Duisburg verliehen. Dort kam er in 21 Spielen zum Einsatz und schoss vier Tore, wobei er sein erstes Tor für den Ruhrgebietsverein am 20. Spieltag gegen die Münchner Löwen erzielte. Nachdem er im Sommer 2011 nach München zurückgekehrt war, war er dort wie vor der Leihe nur Ergänzungsspieler. Bis zur Winterpause der Spielzeit 2011/12 wurde er zwar 14 Mal eingesetzt, dabei aber immer erst in der zweiten Halbzeit eingewechselt. Neben einem Tor in der 2. Bundesliga schoss er ein weiteres für die zweite Mannschaft in der Regionalliga Süd, für die er dreimal auflief. Insgesamt war Schäffler in 57 Zweitligaspielen für die Löwen aufgelaufen, in denen er fünf Treffer erzielte. Dreimal spielte er im DFB-Pokal. Für die U-23 kam er zu 50 Einsätzen in der Regionalliga, wobei er 16 Tore schoss.

#### FC Ingolstadt
Anfang Januar 2012 wechselte Schäffler zum Ligakonkurrenten FC Ingolstadt 04, wo er einen Vertrag bis 2014 unterschrieb. Am 29. Spieltag der
Saison 2011/12 wurde er nach seiner Leistung im Spiel gegen Alemannia Aachen vom Kicker in die „Elf des Spieltags“ gewählt. Insgesamt wurde Schäffler beim FCI meist als Einwechselspieler eingesetzt. So löste er am 31. Januar 2014 seinen noch bis zum Saisonende datierten Vertrag auf und wechselte zu Holstein Kiel in die 3. Liga.

#### Holstein Kiel
Mit 10 Toren in 37 Spielen hatte Schäffler hier in der 3. Liga Saison 2014/15 seinen Anteil am Erreichen des Relegationsplatzes für die Aufstiegsspiele zur 2. Bundesliga vom Ligavertreter aus Schleswig-Holstein. Dabei wurde er nach seinen 3 Toren im Ligaspiel gegen den Halleschen FC am 14. Spieltag, zum Spieler dieses 3. Ligaspieltages vom Kicker gewählt. In der folgenden Saison, welche nicht mehr so erfolgreich für Kiel verlief, wurde er meistens als Einwechselspieler eingesetzt und erzielte 3 Tore.

#### SV Wehen Wiesbaden
Im Juni 2016 wechselte er zum Ligakonkurrenten SV Wehen Wiesbaden. Nach einer erfolgreichen Saison 2016/17 mit 13 Ligatoren wurde sein Vertrag vorzeitig um ein Jahr bis 2019 verlängert. Dabei erzielte er 11 seiner Saisontore in der Rückrunde und hatte als bester Scorer seines Teams damit großen Anteil, dass der nach der Hinrunde noch abstiegsbedrohte Verein die Liga halten konnte. Nach der Wahl in die „Elf des Tages“ durch seine Leistungen nach dem 23. sowie 25. Spieltag wurde er am letzten Spieltag nach seinen 3 Toren im Spiel gegen den FSV Frankfurt zum Spieler dieses Spieltags der 3. Liga gewählt. In der folgenden Saison 2017/18 war er neben Stephan Hain und Benjamin Girth auch in der Hinrunde einer der erfolgreichsten Torschützen der Liga und erreichte nach der Hälfte der Spielzeit mit seinem Verein den 3. Tabellenplatz. Für seine Leistungen wurde er am 11. sowie 14. Spieltag vom Kicker zum „Spieler des Tages“ der Liga gewählt. Auch in der Rückrunde spielte Schäffler weiter erfolgreich und wurde am 30. sowie 36. Spieltag nochmals zum Spieler des jeweiligen Spieltags gewählt. Am Saisonende belegte der SV Wehen Wiesbaden den vierten Tabellenplatz, wozu Schäffler mit 22 Toren beigetragen hatte und damit Torschützenkönig der 3. Liga wurde. In der Saison 2018/19 wurde der SVWW Dritter und setzte sich in anschließenden Relegation gegen den FC Ingolstadt durch, Schäffler traf in dieser Saison 16 Mal. Anschließend verlängerte er seinen auslaufenden Vertrag beim SVWW um zwei weitere Jahre. In der Zweitliga-Saison 2019/20 erzielte Schäffler zwar 19 Tore, konnte jedoch den direkten Wiederabstieg des SVWW in die 3. Liga nicht verhindern.

#### 1. FC Nürnberg
Daraufhin wechselte er Mitte August 2020 zurück in die 2. Bundesliga zum 1. FC Nürnberg. Bei seinem Debüt am 4. Spieltag gegen den FC St. Pauli gelang ihm gleichzeitig auch sein erstes Tor für den neuen Arbeitgeber. In seiner ersten Saison für den Verein aus Franken konnte er 10 Tore erzielen, war damit der erfolgreichste Torschütze seines Teams und wurde am 8. Spieltag nach dem Spiel gegen den VfL Osnabrück zum Spieler des Spieltages der Liga gewählt. Im März 2022 wurde sein Vertrag in Nürnberg verlängert. In der Spielzeit 2021/22 wurde er auch wegen einer anderen offensiven Ausrichtung in der Spielweise des Clubs meist eingewechselt (in 25 Einsätze 16 Mal eingewechselt und 5 Mal ausgewechselt) und erzielte dabei 4 Tore.

#### Dynamo Dresden
Kurz vor dem Saisonstart 2022/23 wechselte Schäffler wieder in die 3. Liga zu Dynamo Dresden, bei denen er einen Vertrag über 2 Jahre unterzeichnete.

### Nationalmannschaft
Manuel Schäffler stand 2008 für die U19-Europameisterschaft in Tschechien auf Abruf bereit, wurde jedoch nicht nachnominiert. Am 3. September 2008 kam er beim Testspiel der deutschen U20 gegen Österreich zu seinem ersten Länderspieleinsatz. 2009 gehörte er zum deutschen Aufgebot bei der Junioren-Weltmeisterschaft in Ägypten. Er kam für die deutsche Elf, die im Viertelfinale ausschied, viermal zum Einsatz und schoss ein Tor.

## Erfolge / Auszeichnungen
- Vize-DFB-Pokalsieger 2011
- Spieler des Spieltages in der 2. Bundesliga (1): 2009 (22. Spieltag)
- Spieler des Spieltages in der 3. Liga (6): 2014 (14. Spieltag), 2017 (38. Spieltag, 11. Spieltag, 14. Spieltag), 2018 (30. Spieltag, 36. Spieltag)
- Torschützenkönig der 3. Liga: 2017/18 (22 Tore)
- Aufstieg in die 2. Bundesliga: 2019 mit dem SV Wehen Wiesbaden